# Ангермундер-Зе
Ангермундер-Зе (нем. Angermunder See) — затопленный песчано-гравийный карьер (Baggersee) на надпойменной террасе реки Рейн в Ангермунде на севере Дюссельдорфа (Северный Рейн-Вестфалия), Германия).

## Общая характеристика
Водоём частично используются для купания и привлечения туристов, особенно из Рурской области и частично для рыбной ловли. По берегам Ангермундер-Зе и в его окрестностях промаркировано не менее 15 туристских маршрутов.
На подъездах к водоёму установлены щиты, предупреждающие о запрете купания и опасностях в его водах, но этот запрет часто игнорируется и за последние годы в Ангермундер-Зе утонуло несколько человек.

## Ангермундер-Зе и коронавирус
В 2020 году проблема отдыхающих на Ангермундер-Зе приобрела политическое значение в связи с коронавирусом. При запрете свободного передвижения в городе, население стало в ещё большей мере стремиться отдохнуть на природе и затопленный карьер для жителей Ангермунда превратился в источник шума (в том числе ночного), большого количества мусора и массовых запрещённых парковок, в том числе с занятием парковочных мест у домов жителей района. Разрабатывается план запрета посещения Ангермундер-Зе, в том числе через ограничения к подъезду и через массовую посадку колючих растительных насаждений.